# بلقاء حرشفية
بلقاء حرشفية (الاسم العلمي:Melaleuca squamea) هو نوع من النباتات يتبع جنس البلقاء من فصيلة الآسية.